# هيساشي كوباياشي
هيساشي كوباياشي (باليابانية: 小林久志) هو مهندس ياباني، ولد في 13 يونيو 1938 في طوكيو في اليابان.